# Bonfire Studio
Bonfire Studio er en amerikanske virksomhed, der udvikler computerspil. Virksomheden har hjemme i Dallas, Texas.

## Grundlæggelsen
Selskabet blev grundlagt i 2009. Medarbejderne på Bonfire Studios består af tidligere medlemmer af Ensemble Studios, efter at de fyrede af Microsoft. De ansatte arbejdede på at udvikle Halo Wars, da de arbejdede hos Ensemble Studios. Andre af de fyrede stiftede selskabet Robot Entertainment.Den 5. oktober 2010 blev bonfire studio erhvervet af Zynga og skiftede derefter navn til Zynga Studio.

## Produkter
- We Farm (iOS), udgivet juli 2010[2]